# Jiří Patočka
Jiří Patočka (21. května 1943 – 12. května 2004) byl český politik, na přelomu 20. a 21. století poslanec Poslanecké sněmovny za ODS.

## Biografie
V roce 1998 se profesně uvádí jako podnikatel ve stavebnictví, bytem Hradec Králové. Byl ředitelem a majitelem stavební firmy Envicon a od roku 1996 člen královéhradeckého Rotary klubu.
Ve volbách v roce 1998 byl zvolen do poslanecké sněmovny za ODS (volební obvod Královéhradecký kraj). Byl členem sněmovního rozpočtového výboru. Mandát obhájil ve volbách v roce 2002. Dál zasedal v rozpočtovém výboru. Na poslanecký mandát rezignoval 5. května 2004, krátce nato zemřel.
Zemřel na rakovinu. Ještě krátce před smrtí se účastnil hlasování o DPH. Podle kolegů patřil k nejsvědomitějším zákonodárcům. Do sněmovny místo něj usedl Jozef Kochan.